# Divadlo Jonáše Záborského
Divadlo Jonáše Záborského (slovensky Divadlo Jonáša Záborského) je profesionální divadlo v Prešově patřící do zřizovatelské působnosti Prešovského samosprávného kraje. Vzniklo v roce 1944.